# Thomaston (Connecticut)
Thomaston ist eine Stadt im Litchfield County im US-Bundesstaat Connecticut, Vereinigte Staaten, mit 7.818 Einwohnern (Stand: 2007).

## Geschichte
Thomaston gehörte ursprünglich zur Mattatuck Plantage, die 1676 von den Tunxis Indianern gekauft worden war. 1875 hat die Legislative von Connecticut Thomaston den Status einer Stadt verliehen. Thomaston wurde nach Seth Thomas benannt, der eine Uhrenfabrik in der Stadt gegründet hat. 1979 verlegte die Uhrenfabrik ihren Standort nach Norcross, Georgia.

## Geografie
Thomaston liegt am Zusammenfluss von Naugatuck River, Northfield Brook und Black Rock Brook. Nach dem schweren Hochwasser von 1955 wurden drei Hochwasserschutz-Dämme gebaut, die vom United States Army Corps of Engineers unterhalten werden.

## Bildung
Die einzige Highschool in Thomaston ist Thomaston High School mit ungefähr 600 Schülern, ihr Maskottchen ist ein goldener Bär. Die Schule bietet die folgende Sportarten an:
- Baseball
- Basketball
- Fußball
- Geländelauf
- Golf
- Hallenleichtathletik
- Hockey
- Leichtathletik
- Ringen
- Softball
- Tennis

## Thomaston Express
Die Thomaston Express ist eine Wochenzeitung und die einzige Zeitung aus Thomaston. Wöchentlich verkauft sie rund 1.500 Exemplare. Die Zeitung wurde am 27. Juni 1873 von George Grilley gegründet und gehört heute der Journal Register Company.

## Söhne und Töchter der Stadt
- Thomas James Reeves (* 9. Dezember 1895, † 7. Dezember 1941) – Empfänger einer US Medal of Honor
- Seth Thomas (* 1785, † 1859) – amerikanischer Uhrmacher